# 天仓增三
鯨魚座38，又名BD-01 162，HD 7476、SAO 129196、HR 368，是鯨魚座的一颗恒星，视星等为5.7，位于銀經136.01，銀緯-63.25，其B1900.0坐标为赤經1h 9m 42.8s，赤緯-1° -63.25′ 32″。